# Mirobaeoides elongatus
Mirobaeoides elongatus är en stekelart som beskrevs av Austin 1986. Mirobaeoides elongatus ingår i släktet Mirobaeoides och familjen Scelionidae. Inga underarter finns listade i Catalogue of Life.